# Michael Sipser
Michael Fredric Sipser est professeur de mathématiques appliquées et chercheur dans le groupe Theory of computation au MIT.

## Biographie
Il a présenté son Ph.D. in 1980 à l'université de Californie à Berkeley sous la direction de Manuel Blum. Il a été directeur du département mathématiques du MIT entre 2011 et 2014. En 2014, il devient dean of science du MIT.
Il a entre autres dirigé les thèses de Ravi Boppana, Lance Fortnow (en) et Daniel Spielman.

## Travaux
Il travaille notamment en théorie de la complexité, il a par exemple co-découvert le théorème de Sipser-Gács-Lautemann et le fait que la fonction parité n'est pas dans AC0. Il travaille aussi en informatique quantique, on lui doit notamment le concept de calcul quantique adiabatique.
Il est par ailleurs l'auteur du livre Introduction to the Theory of Computation (en).